# Wobau-Welle

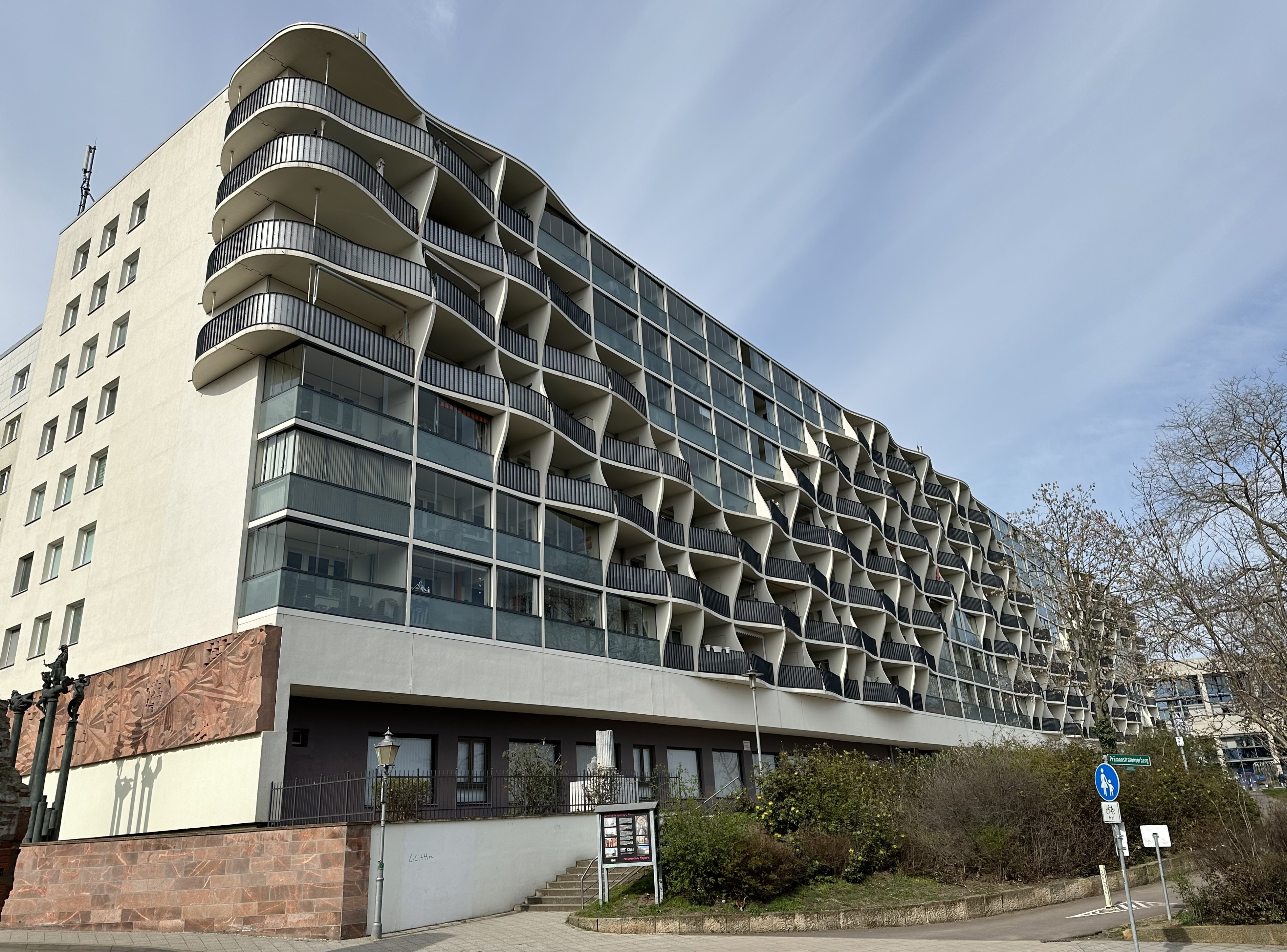
Wobau-Welle, Blick von Südosten, 2024

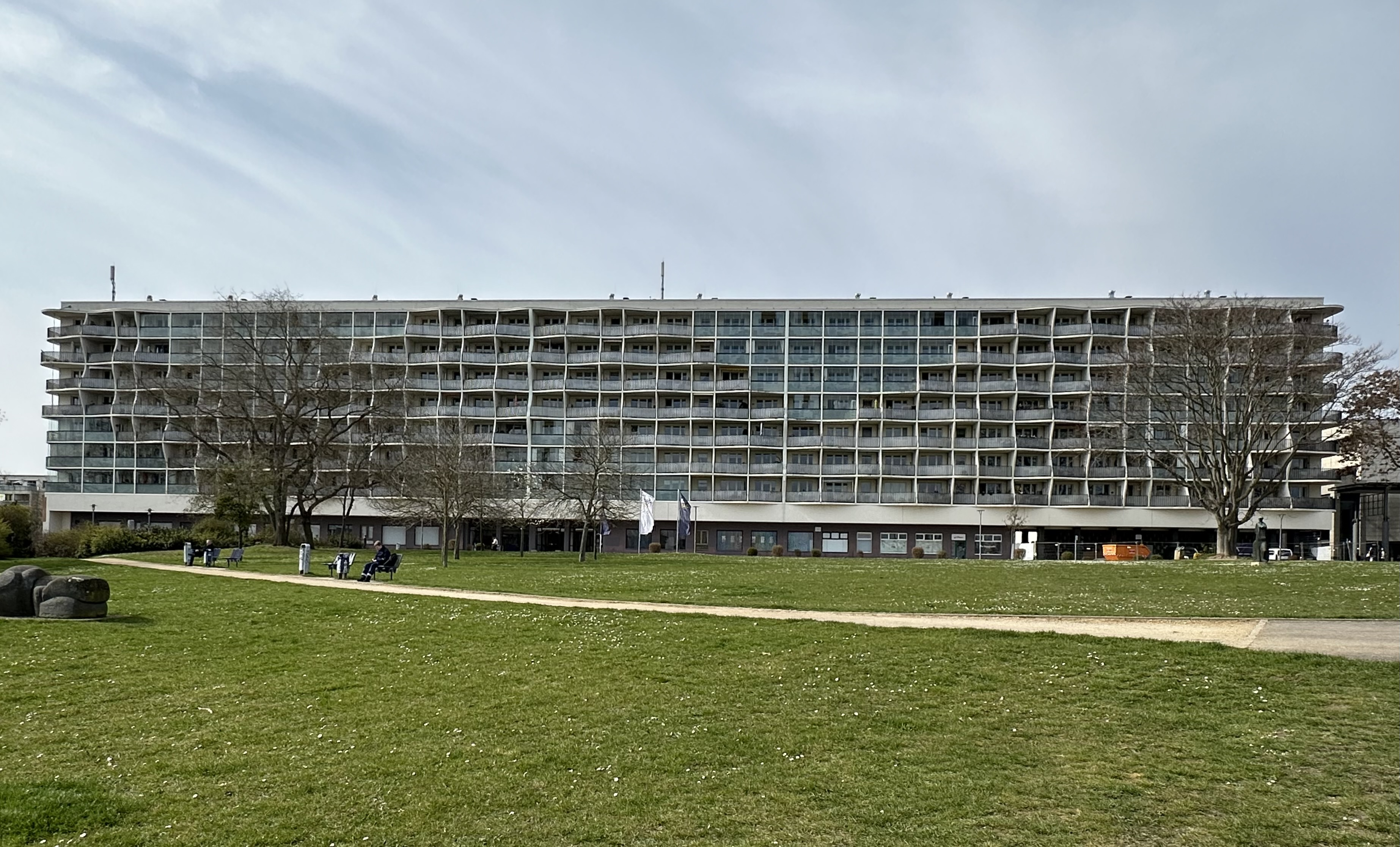
Blick von Osten

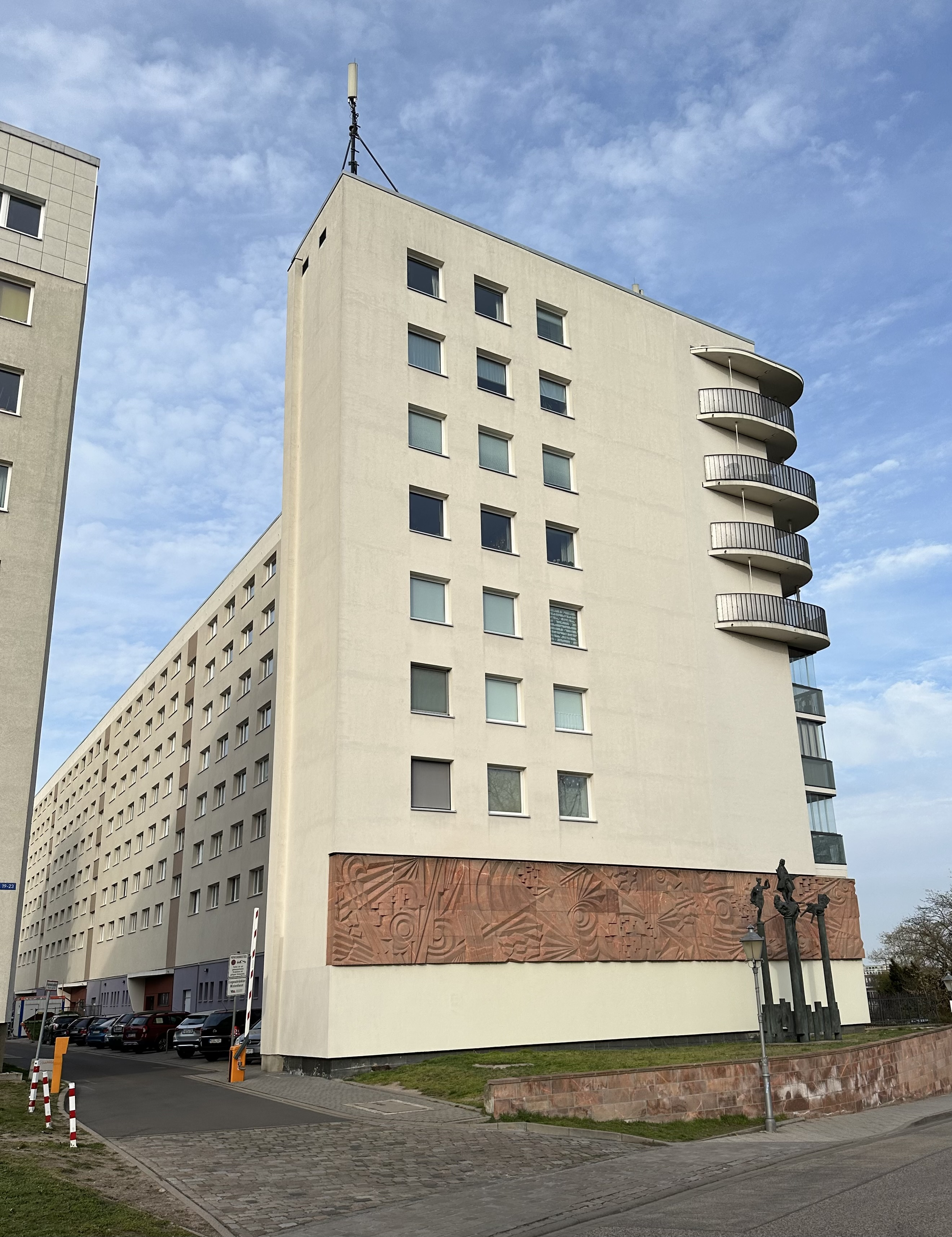
Blick von Südwesten

Die Wobau-Welle ist ein Wohn- und Geschäftshaus in Magdeburg in Sachsen-Anhalt.

## Lage
Das Gebäude befindet sich in der Magdeburger Altstadt östlich der Regierungsstraße, nördlich der Großen Klosterstraße und südlich der Goldschmiedebrücke an der Adresse Regierungsstraße 37a bis 37e. Es erstreckt sich in annähernder Nord-Süd-Richtung auf einer Erhebung über dem linken Ufer der Elbe, zu der das Gelände östlich des Hauses hin abfällt.
Direkt an der Südseite des Hauses befindet sich das Denkmal Telemann und die 4 Temperamente, südöstlich das Johann-Bernhard-Basedow-Denkmal.

## Gestaltung und Geschichte
Das etwa 135 Meter lange und 15 Meter breite Haus entstand in den 1960er Jahren in Plattenbauweise und wurde im Volksmund, wohl in Anlehnung an eine ursprüngliche Nutzung, als Bauarbeiterhotel bezeichnet. Mit dem Bau wurde die Heiligegeiststraße überbaut, die im südlichen Teil den Standort des Hauses in West-Ost-Richtung kreuzte. In Nord-Süd-Richtung wurde zudem mit dem mittleren und nördlichen Teil des Gebäudes in Teilen der historische St.-Annen-Durchgang überbaut.
Das Gebäude verfügt im Erdgeschoss über eine nach Osten ausgerichtete Unterlagerung aus Ladengeschäften. Darüber befinden sich sieben Geschosse mit Wohnungen. Der Zugang zu den Wohnetagen erfolgt über Eingänge auf der Westseite. Insgesamt bestehen fünf Eingänge mit 140 Wohnungen. In der DDR-Zeit befand sich im Erdgeschoss unter anderem ein Intershop.
Das Haus steht im Eigentum der Wobau, der städtischen Wohnungsbaugesellschaft Magdeburgs. Die Wobau schrieb eine Neugestaltung des Blocks aus, bei der sich 2009 die Architektin Sandra Oheim mit ihrem Büro arc architekturconzept durchsetzte. In Anlehnung an die Nähe zur Elbe thematisierte der Entwurf das Thema Wasser. An der Ostfassade entstanden so geschwungene Formen, gebogene Linien und unterschiedliche Balkon-Elemente, die an sich bewegendes Wasser erinnern. Im Sommer 2013 wurde die veränderte Fassade enthüllt. Für das Haus setzte sich dann der neue Name Wobau-Welle durch. Für die Neugestaltung erhielt das Haus den Architekturpreises AIT Award. Die Sanierung kostete 3 Millionen €, wovon 1,7 Millionen € in die Sanierung der Balkone flossen.